# 臧文仲
臧文仲（？—前617年），中国春秋時期魯國政治人物，姬姓，臧孙氏，名辰，谥文，曾祖父臧僖伯，其父伯氏瓶。在鲁莊公、鲁僖公、鲁文公时代鲁国著名的贤大夫。他曾经废除关卡，以利通商 。他评论禹汤桀纣，“禹、汤罪己，其兴也悖焉、桀、纣罪人，其亡也忽焉” 。宋襄公欲合诸侯，臧文仲评价：“以欲从人，则可；以人从欲，鲜济。”前617年三月辛卯，臧文仲去世。然而，孔子对臧文仲的评价并不佳。《论语·卫灵公》说：“臧文仲，其窃位者与！知柳下惠之贤而不与立也。”朱熹在《四书章句集注》中引范氏曰：“臧文仲为政于鲁，若不知贤，是不明也；知而不举，是蔽贤也。不明之罪小，蔽贤之罪大。故孔子以为不仁，又以为窃位。”

## 母亲
| 前任： 父伯氏瓶 | 魯國臧孫氏 前7世纪初—前617年 | 繼任： 子臧宣叔臧孫許 |